# Sárpilis
Sárpilis là một thị trấn thuộc hạt Tolna, Hungary. Thị trấn này có diện tích 21,7 km², dân số năm 2010 là 691 người, mật độ 32 người/km².